# 甲内村
甲内村（こうちそん）は、岡山県浅口郡にあった村。現在の倉敷市の一部にあたる。

## 地理
高梁川左岸の自然堤防上に位置していた。

## 歴史
- 1889年（明治22年）6月1日、町村制の施行により、浅口郡片島村、西原村が合併して村制施行し、甲内村が発足[1][2]。旧村名を継承した片島、西原の2大字を編成[2]。
- 1902年（昭和35年）9月30日、浅口郡西阿知村と合併し河内村を新設して廃止された[1][2]。合併後、河内村大字片島・西原となる[2]。

## 産業
- 農業、花筵[3]